# Nasr Athlétique de Hussein Dey
Il Nasr Athlétique de Hussein Dey è una società di calcio algerina che partecipa al campionato di Ligue 1.
La società ha vinto uno scudetto e una coppa nazionale.

## Palmarès

### Competizioni nazionali
- Campionato algerino: 1

1966-1967
- Coppa d'Algeria: 1

1978-1979
- Ligue 2: 4

1990-1991, 1995-1996, 1997-1998, 2001-2002

### Altri piazzamenti
- Campionato algerino:

Secondo posto: 1963–1964, 1972–1973, 1975–1976, 1981–1982, 1992–1993
- Coppa d'Algeria:

Finalista: 1967–1968, 1976–1977, 1981–1982, 2015–2016
- Coppa delle Coppe d'Africa:

Finalista: 1978
Semifinalista: 1980